# IC 818
IC 818 је спирална галаксија у сазвјежђу Береникина коса која се налази на листи објеката дубоког неба у Индекс каталогу.
Деклинација објекта је + 29° 44' 7" а ректасцензија 12h 46m 44,4s. Привидна величина (магнитуда) објекта IC 818 износи 14,6 а фотографска магнитуда 15,4. IC 818 је још познат и под ознакама MCG 5-30-78, CGCG 159-73, PGC 43113.